# Piringen
Piringen és un nucli de la ciutat de Tongeren a la província de Limburg a Bèlgica. El 2003 tenia 922 habitants.

## Història

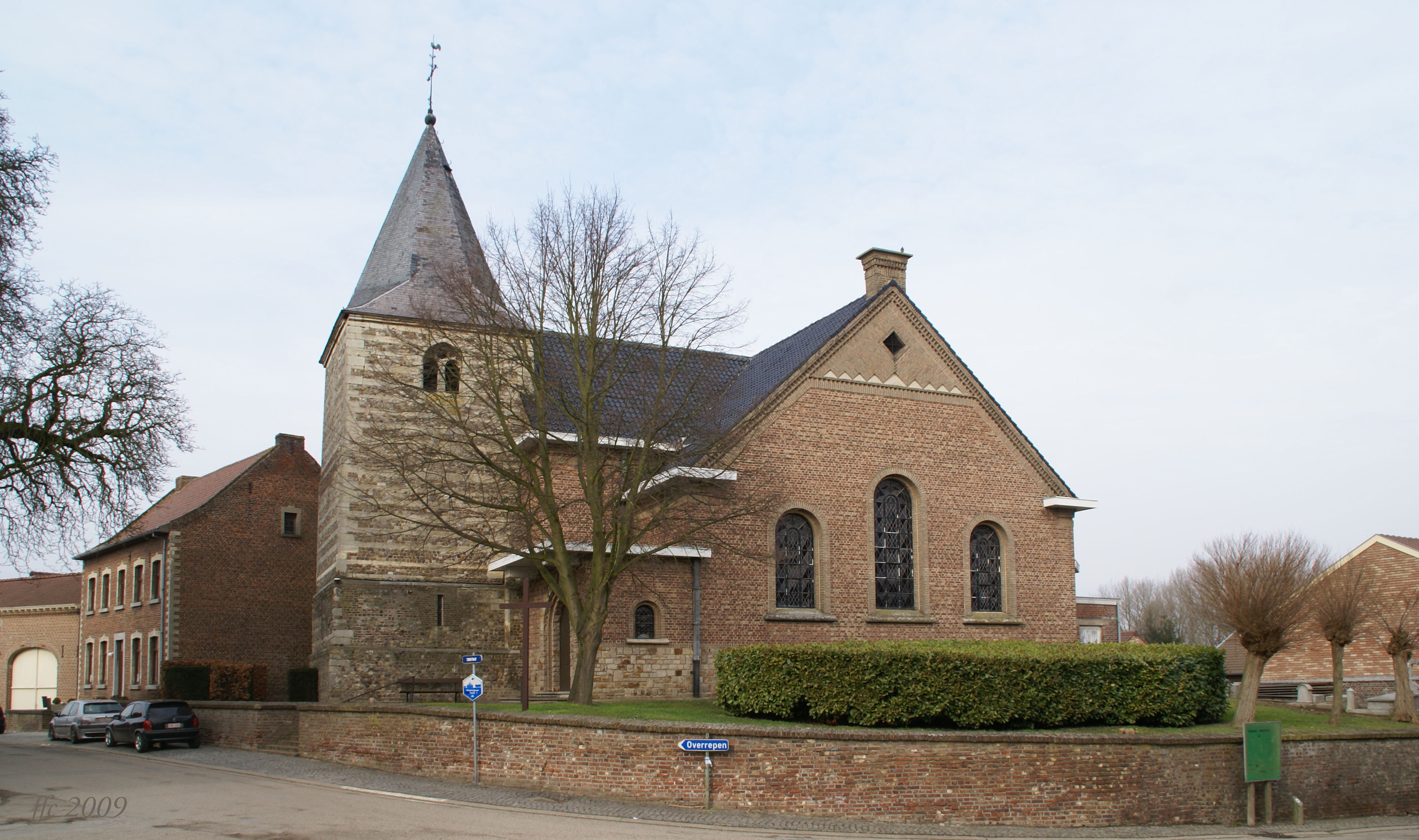
L'església de Gertrudis de Nivel·les

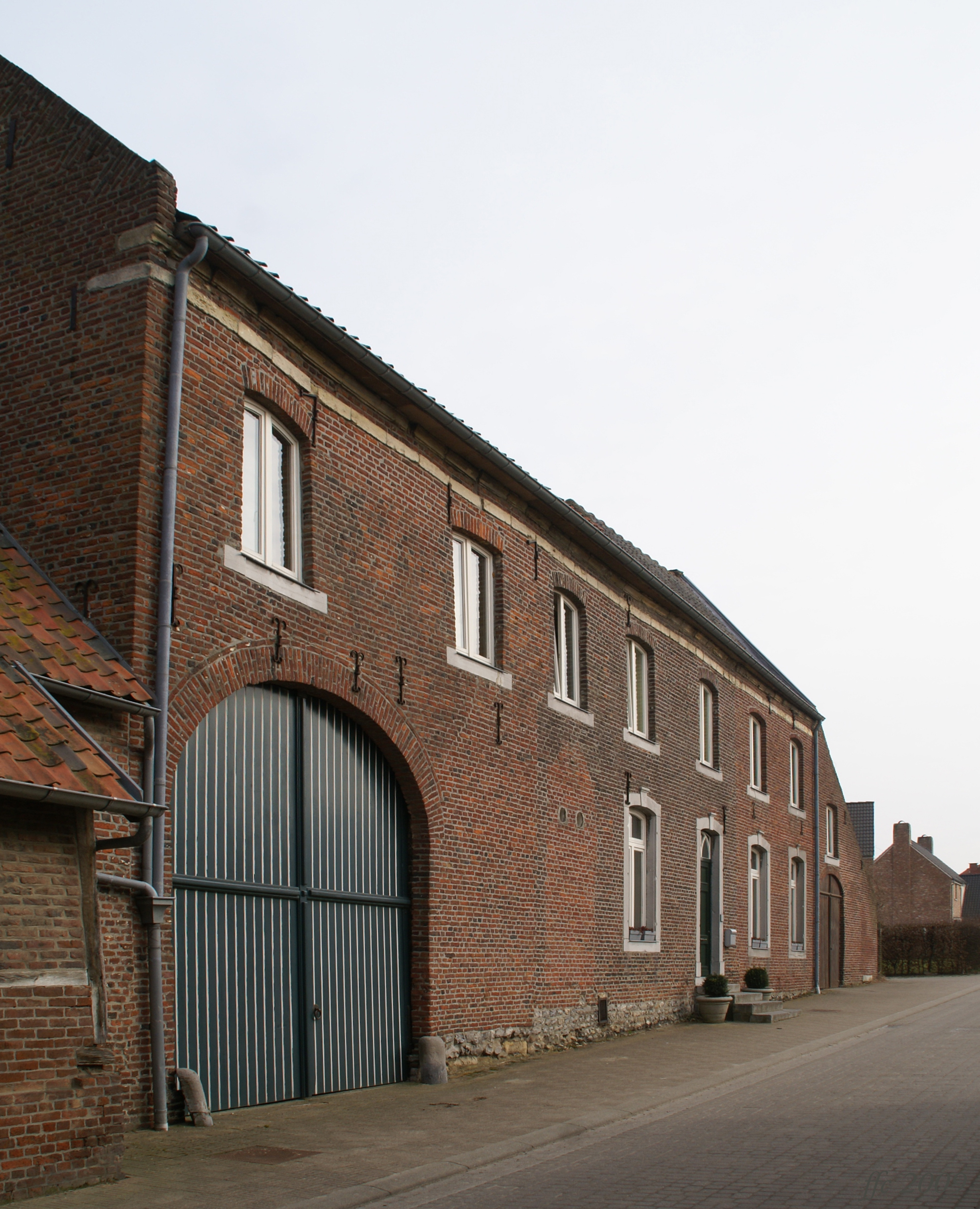
Mas hesbinyó al carrer Piringenstraat

El poble es troba a l'Haspengouw sec al costat de la via romana de Colònia a Boulogne-sur-Mer, l'actual carretera Tongeren-Sint-Truiden. Fins al 1971 era un municipi independent, quan va fusionar amb Haren, Bommershoven i Widooie. L'1 de gener de 1977 va desfusionar-se d'Haren i de Bommershoven i fusionar amb Tongeren.

## Llocs d'interès
- L'església de Sant Gertrudis amb la torre gòtica i l'eixample del 1940-1941 de l'arquitecte J. Deré.
- Ruïna del castell de Kolmont
- Castell de Borghoven